# Hayastani hanrayin rradio
Hayastani hanrayin rradio arménsky Հայաստանի հանրային ռադիո je arménská veřejnoprávní rozhlasová stanice. Vysílání započalo v roce 1926.
Rozhlas vysílá v Arménii, Náhorněkarabašské republice a na svých internetových stránkách nabízí živé vysilání i pro mezinárodní publikum. Vysílání probíhá v arménštině, arabštině, akkadštině, ázerštině, angličtině, francouzštině, gruzínštině, řečtině, jezídštině, kurmándží, němčině, farší, ruštině, španělštině a turečtině.